# Гесіона

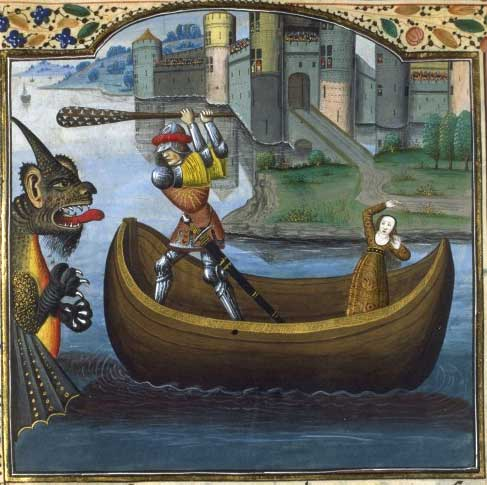
Геракл рятує Гесіону

Гесіо́на (грец. Ησιόνη) — дочка троянського царя Лаомедонта, сестра Пріама. У Лаомедонта служили Посейдон і Аполлон, які побудували мури Трої. Лаомедонт не заплатив богам за роботу, і Посейдон наслав на країну морську потвору, яка все нищила. Для врятування країни від потвори оракул наказав принести в жертву Гесіону. Її прикували до скелі, залишивши на поталу страховиську. Повертаючись із походу на амазонок, Геракл убив потвору й визволив Гесіону. Лаомедонт обіцяв віддячити за врятування дочки і не дотримав слова, за що Геракл зруйнував Трою, а Гесіону віддав заміж за свого друга Теламона;
Гесіона — одна з океанід, дружина Прометея;
Гесіона — дружина евбейського владаря Навплія, мати Паламеда.